# HMS Tantivy
HMS Tantivy (P319) – brytyjski okręt podwodny należący do trzeciej grupy okrętów podwodnych typu T. Został zbudowany jako P319 w stoczniach Vickers-Armstrongs w Barrow i John Brown & Company w Clydebank. Zwodowano go 6 kwietnia 1943. Jak dotychczas był jedynym okrętem Royal Navy noszącym nazwę „Tantivy”.

## Służba
„Tantivy” służył na Dalekim Wschodzie przez większość swojej służby wojennej. Zatopił tam syjamski żaglowiec i japońskie: statek handlowy „Shiretoko Maru”, statek komunikacyjny „No. 137”, barkę „No. 136”, motorowo-żaglowy statek „Tachibana Maru No. 47”, holownik, dwa kabotażowce, żaglowiec, małe jednostki „Chokyu Maru No. 2”, „Takasago Maru No. 3” i „Otori Maru” oraz dwanaście małych jednostek. Postawił także wiele min.
Przetrwał wojnę i był dalej w służbie. Wziął udział w operacji Deadlight – powojennym niszczeniu U-Bootów. Zatopiony jako okręt-cel w Cromarty Firth w 1951.